# Вустер
Вустер (енгл. Worcester, IPA: ) је град у Уједињеном Краљевству у Енглеској у грофовији Вустершир. Налази се 48 km југозападно од Бирмингема и 47 km северно од Глостера. Кроз град тече река Северн, крај које се налази катедрала из 11. века. Према процени из 2007. у граду је живело 102.997 становника.

## Историја
Подручје Вустера настањено је од неолита. Око 400. п. н. е. основано је насеље на источној обали реке Северн окружено одбрамбеним бедемима. Због значајне позиције на путу од Глевума (Глостера) до Вирокониума (Врокстера) Римљани су ту основали тврђаву у 1. веку. Међутим пошто су Римљани померали границе на запад Вустер се развио у индустријски град са производњом керамике и гвожђа. 
Око 300 година римски Вустер је представљао напредан трговачки и произвођачки центар. До времена римског повлачења из Британије 407. смањио се и не спомиње се све до средине 7. века. Тада се спомиње као англо-саксонско насеље Веогорнастер.
Тада је постао седиште бискупије, иако је оближњи Глостер био много већи. То је вероватно било због велике хришћанске заједнице у Вустеру. Приликоим побуне 1041. против казнених пореза град је био готово разорен. За време грађанског рата између краља Стефана и краљице Матилде нападан је неколико пута (1139, 1150. и 1151).
Производња одеће је постала највећа индустрија у средњем веку, па је град имао око 10.000 становника. 
Код Вустера је Оливер Кромвел потукао ројалисте 3. септембра 1651. у бици код Вустера. Чарлс II је покушао да се поново домогне круне, али био је поражен југозападно од Вустера. Након пораза Чарлс се вратио у своје седиште, па је прерушен побегао у Француску. Вустер је био један од градова, који су били верни краљу, због чега су га звали „верни град“.
Џон Вол је 1750. основао фабрику за производњу порцелана (краљевску вустерску порцеланскиу компанију). Фабриа више не ради, али запослени су бројни декоратери, а постоји и музеј.

## Становништво
Према процени, у граду је 2008. живело 102.997 становника.
| 1981.  | 1991.  | 2001.  |
| ------ | ------ | ------ |
| 75.466 | 82.661 | 94.029 |

## Индустрија
У 19. и 20. веку Вустер је био највећи центар производње рукавица, али та индустрија је значајно назадовала.
Најпознатији вустерски производ је вустерски сос. 

## Катедрала и манастир у Вустеру
Вустерска катедрала је англиканска катедрала. На том месту је 680. основана прва катедрала, од које ништа није остало. Крипта постојеће катедрале је из 10. века, а остсли делови су изграђени у 12. и 13. веку. катедрала је грађена и у романичком и у готичком стилу. У њој се налази гроб енглеског краља Јована без Земље.
Монаси су се ту налазили од 7. века, а бенедиктински манастир је из 10. века. Бенедиктинци су истерани 1540. Бивша монашка библиотека садржавал је велики број рукописа, који се сада налазе на разним другим местима (Кембриџ, Оксфорд, Лондон...). 
Катедрала је рестаурирана 1857—1874.

## Партнерски градови
- Клеве
- Вустер
- Le Vésinet